# Рустам и Зохраб
«Рустам и Зохраб» (азерб. Rüstəm və Zöhrab, رستم و هراب) — третья мугамная опера Узеира Гаджибекова. Написана по мотивам поэмы «Шахнаме» Фирдоуси в 1910 году. В поэтическом тексте 4-актной оперы большое место занимают стихи, написанные в арузе.
Отмечается, что по поводу авторства либретто существовало несколько версий. В результате исследований М. Асланова (в статье «Рустам и Зохраб», журнал «Улдуз» , 1970, № 8) было установлено авторство Гаджибекова, а также принадлежность некоторых стихов поэту-газелхану Азеру Бузовналы. В этой опере Гаджибековым были уменьшены мугамные сцены. Композитор уделил большое внимание авторской музыке. Премьера оперы состоялась 12 (25) ноября 1910 года в Баку в театре Г. 3. Тагиева. Режиссёром был Гусейнкули Сарабский, дирижёром — сам Узеир Гаджибеков). В главных ролях выступали Гусейнкули Сарабский (Зохраб), Ахмед Агдамский (Тахмина), М. X. Терегулов (Кейкавус) и др. По отзывам в печати, опера не имела успеха. По этой причине Гаджибеков снял оперу со сцены.
После переработки опера вновь была поставлена в марте 1915 года в театре Г. 3. Тагиева на бенефисе композитора Муслима Магомаева. Но вновь, потерпев неудачу, опера сошла со сцены.